# AIDAradio
AIDAradio ist ein Hörfunkprogramm für Reisende, das in Kooperation von AIDA Cruises mit Antenne Deutschland entsteht und in den Studios von Antenne Deutschland in Garching produziert wird.
Die Signalzuführung erfolgt dabei über Astra 23,5° Ost (Uplink für DAB+).

## Entstehung
Am 30. September 2021 gab Antenne Deutschland die Aufnahme des Sendebetriebs von AIDAradio am 4. Oktober 2021 im DAB+-Mux der Antenne Deutschland bekannt.
Bereits am 30. September 2021 wurde der Sender im Mux der Antenne Deutschland aufgeschaltet. Er sendete seitdem ein unmoderiertes Testprogramm. Am 4. Oktober 2021 begann um 8 Uhr der Regelbetrieb.

## Programm
Laut Antenne Deutschland soll „ein bunter Mix aus Musik, die zum Träumen und Entspannen einlädt, und Shows, die unterhalten“, basierend auf „Leichtigkeit und Feel-Good“ gesendet werden. Von Montag bis Freitag beginnt der Tag mit der Sendung „Leinen los!“, gefolgt vom „Reisewetter zum Wegträumen“. Die Sendung „AIDAradio Schiffsgeflüster“ soll für Gänsehautmomente sorgen. Darüber hinaus soll es eine Prime-Time-Show am Nachmittag und einen AIDAradio-Talk am Wochenende geben. Der Sender verspricht „eine Reise quer durch die AIDA Welt“ und viel „Good News und Urlaubsgefühl“.
Aktuelle Programme (Stand 20. Dezember 2022):
- Leinen los! – Die AIDAradio Morning Show
- Abenteuer Landgang
- AIDAradio Prime Time Show
- AIDAradio Talk
- Hafenschnack am Sonntag
- AIDAradio Schiffsgeflüster

Die Sendungen werden teilweise auch als Podcast auf verschiedenen Plattformen und auf der Website angeboten.

## Empfang
Das Programm ist über DAB+, DVB-S sowie über internetbasierende Plattformen und einen Webstream auf der Internetseite des Senders empfangbar.
Der Sender ist zudem auch über die Schiffe der AIDA Flotte zu Empfangen. Dort in der Regel auf Kanal 6, wo sich die Bug-Kamera befindet. Das Programm ist auf den Schiffen allerdings zeitversetzt, damit die Uhrzeitansagen zur vollen Stunde und Programme wie „Leinen los! – Die AIDAradio Morning Show“, „Abenteuer Landgang“ und viele mehr zu der bekannten Zeit zu hören sind.